# Marta Bucholc
Marta Bucholc (ur. 28 marca 1978 w Olsztynie) – polska socjolożka, specjalizująca się w historii myśli społecznej.

## Życiorys
Ukończyła studia magisterskie w ramach Kolegium MISH w Instytucie Socjologii (2000) i Instytucie Filozofii (2002), oraz na Wydziale Prawa i Administracji Uniwersytetu Warszawskiego (2004). Doktorat w zakresie nauk społecznych uzyskała w 2006 roku na podstawie pracy pt. Dobre obyczaje kupieckie w kapitalizmie stanowym i oligarchicznym. Analiza dyskursu środowiskowego i prawniczego. W 2014 roku uzyskała habilitację m.in. na podstawie książek Samotność długodystansowca. Na marginesach socjologii Norberta Eliasa i Konserwatywna utopia kapitalizmu. Pracuje jako adiunkt w Instytucie Socjologii Uniwersytetu Warszawskiego, w Zakładzie Historii Myśli Społecznej, prowadzi również zajęcia w Kolegium Artes Liberales.
Jej zainteresowania naukowe obejmują socjologię Maxa Webera, teorię racjonalizacji i modernizacji, teorię kapitalizmu, socjologię wiedzy, zwłaszcza socjologię Karla Mannheima i Mocnego Programu socjologii wiedzy oraz prawa filozofię języka. Marta Bucholc jest również redaktorem „Studiów Socjologicznych”, „Przeglądu Humanistycznego” oraz tygodnika „Kultura Liberalna”. Tłumaczy literaturę naukową z języka angielskiego, francuskiego i niemieckiego.
Za pracę magisterską otrzymała I Nagrodę im. Floriana Znanieckiego (2000). Jest laureatką stypendium dla młodych naukowców Tygodnika „Polityki” (2003), stypendium START Fundacji na Rzecz Nauki Polskiej (2006) oraz Stypendium im. Bronisława Geremka Instytutu Nauk o Człowieku w Wiedniu (2010), była również stypendystką Käte Hamburger Center for Advanced Study in the Humanities “Law as Culture”. 

## Dorobek naukowy
Wybór:
- Marta Bucholc 2013 Samotność długodystansowca. Na marginesach socjologii Norberta Eliasa. Wydawnictwo Naukowe PWN
- Marta Bucholc 2012 Konserwatywna utopia kapitalizmu. Wydawnictwo Naukowe PWN
- Andrzej Waśkiewicz, Paweł Śpiewak, Marta Bucholc, Krzysztof Tyszka, Jarosław Kilias, 2006: Klasyczne teorie socjologiczne. Wydawnictwa Naukowe PWN.
- Marta Bucholc i Paweł Śpiewak (red.) 2007. Klasyczne teorie socjologiczne. Wybór tekstów. PWN.
- Jacek Raciborski (red.), Jerzy Bartkowski, Marta Bucholc, Jarosław Kilias, Jacek Raciborski, Przemysław Sadura 2010. Praktyki Obywatelskie Polaków. Wydawnictwo Instytutu Filozofii i Socjologii PAN.

## Wybrane tłumaczenia
- Mary Douglas, Czystość i zmaza (tłum.), Państwowy Instytut Wydawniczy, Warszawa, 2007
- Denis McQuail, Teoria komunikowania masowego (tłum.), Wydawnictwo Naukowe PWN, Warszawa, 2007
- C. Wright Mills, Wyobraźnia socjologiczna (tłum.), Wydawnictwo Naukowe PWN, Warszawa, 2007
- Michel Maffesoli, Czas plemion: schyłek indywidualizmu w społeczeństwach ponowoczesnych (tłum.), Wydawnictwo Naukowe PWN, Warszawa, 2008
- Jonathan H. Turner, Jan E. Stets, Socjologia emocji (tłum.), Wydawnictwo Naukowe PWN, Warszawa, 2009
- Arjun Appadurai, Strach przed mniejszościami: esej o geografii gniewu (tłum.), Wydawnictwo Naukowe PWN, Warszawa, 2009